# Hadadezer
Hadadezer (lit. Hadade é Ajudador) foi rei do Reino de Zobá entre os séculos XI e X a.C.. Era contemporâneo de Davi do Reino de Israel e travou luta contra ele. No combate, foi derrotado e precisou se subjugar. Foi senhor de Rezom, o futuro fundador do Reino de Arã-Damasco.

## Biografia
Hadadezer era um arameu filho de Reobe e membro de uma casa de mesmo nome. Era governante do Reino de Zobá, que se estendia por toda a Síria Oriental do sul de Auranita ao Eufrates. Suas principais cidades eram Tebá, Chum e Berotai, todas no vale do Beca. Era o rei arameu mais relevante de seu tempo e deve ter sido aquele que atacou a cidade assíria de Mutequinu no Eufrates Superior. De acordo com Samuel 8:10, esteve em conflito com o rei Toí de Hamate. Depois, conflitou com o rei Davi do Reino de Israel por enviar tropas de apoio aos amonitas, que provocaram Davi. II Samuel 8:3-12 e II Samuel 10:1-19, de forma fragmentada, citam conflitos entre Davi e Hadadezer e alguns estudiosos acham ser parte de uma única guerra ou de no máximo duas. J. D. Douglas data o conflito em 984 a.C..
No capítulo oito (3–12), Davi tomou 1 000 carros, 700 cavaleiros e 20 000 infantes de Hadadezer e as tropas de Damasco vieram ao resgate, mas foram derrotadas. Após pôr suas guarnições em Damasco, tomou grande quantidade de bronze de Tebá e Berotai e escudos de ouro que estavam com os servos de Hadadezer e os levou a Jerusalém. No capítulo 10 (1–19), os amonitas de Hanum reuniram uma coalizão para combater Davi, composta por 20 000 homens de Zobá e Bete-Reobe, 1 000 de Maaca e 12 000 de Tobe. No conflito, Davi capturou 700 carros e feriu 40 000 cavaleiros e Sobaque, capitão de Hadadezer. Os arameus foram obrigados a aceitar a se subjugar a Israel. Por essas derrotas, um dos servos de Hadadezer, Rezom, abandonou seu mestre e virou o chefe de um grupo de piratas.